# إدغار إل. مكغوان
إدغار إل. مكغوان (بالإنجليزية: Edgar L. McGowan)‏ هو محامي أمريكي، ولد في 1 يونيو 1920 في كونواي في الولايات المتحدة، وتوفي في فبراير 2004.